# 白頷刺尾魚
白頷刺尾魚（学名：Acanthurus albimento），為輻鰭魚綱鱸形目刺尾魚亞目刺尾魚科的其中一個種，於2017年由Kent E. Carpenter、Jeffrey Taylor Williams 和 Mudjekeewis Dalisay Santos首次正式描述，其模式產地為菲律賓呂宋島東北部的奧羅拉省。分布於西太平洋菲律賓海域，本魚體呈橢圓形且側扁，鰓耙20-22枚、上顎16-18顆牙齒，下顎18-20顆牙齒，成魚頭部背面輪廓明顯凸出，尾鰭呈明顯的新月形或月形，整體顏色為棕色，頭部和身體上有許多藍色和深色條紋，下巴上有一條明顯的白色帶紋，與一條白色的上唇帶融合在一起，背鰭基部有一條紅褐色條紋，尾鰭基部呈白色，背鰭硬棘9枚、背鰭軟條26-28枚、臀鰭硬棘3枚、臀鰭軟條25-27枚、脊椎骨13個，體長可達25.2公分。本魚棲息在珊瑚礁區，生活習性不明。